# Чорний карлик
Чорні карлики — білі карлики, які охололи і внаслідок цього майже не випромінюють (або слабко випромінюють) у видимому діапазоні. Являють собою кінцеву стадію еволюції білих карликів за відсутності акреції.

Еволюція зір

В астрономічній літературі термін «чорний карлик» практично не вживається, такі об'єкти називають білими карликами (WD).
Маса чорних карликів, аналогічно до білих карликів, обмежуються зверху межею Чандрасекара. Нижня межа маси визначається швидкістю еволюції зір (із головної послідовності в білі карлики) і швидкістю подальшого охолодження.
Сучасні моделі (2006 р.) остигання передбачають, що білі карлики, утворені при еволюції першого покоління зір (вік ~ 13 мільярдів років), в наші часи матимуть температуру фотосфери ~ 3200 K і світність ~ 16 абсолютної зоряної величини, тобто, це досить тьмяні об'єкти, і їх розглядають як кандидатів в один із компонентів прихованої маси, що входить до складу масивних компактних об'єктів галактичних гало (MACHO). Одним із прикладів таких «охололих» об'єктів є білий карлик WD 0346 +246 із температурою поверхні 3900 K.
Чорні карлики, як і масивні коричневі карлики, перебувають у стані гідростатичної рівноваги, який підтримується тиском виродженого електронного газу в їх надрах.